# 全英オープン (バドミントン)

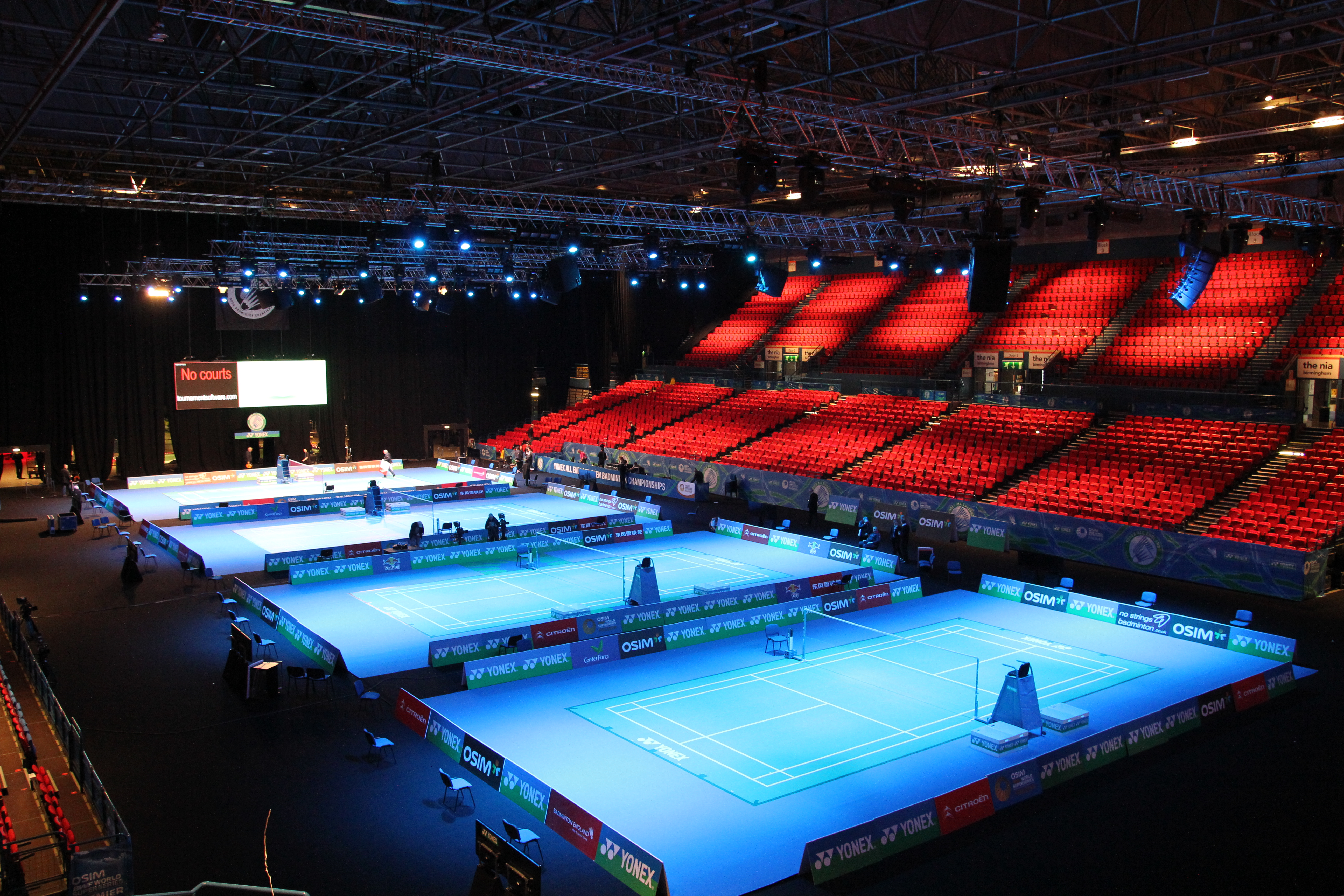
全英オープン(2012)

全英オープン（YONEX All England Open Badminton Championships）は、イングランドバドミントン協会主催、ヨネックス特別協賛により、毎年3月にバーミンガムのウティリタ・アリーナ・バーミンガムで開催されるBWFワールドツアースーパー1000の大会である。1977年に世界選手権が創設されるまでは、本大会が実質上の世界選手権として開催されていた。

## 概要
1899年に第1回大会を開催、2度の世界大戦による中断を経て、2010年で100回目を迎えた。1984年からヨネックス製シャトルが公式シャトルに採用され、以来ヨネックスが冠スポンサーとして現在に至る。
開催都市は第1回からロンドン。第4回のみケント州の会場で開催。1994年から現在のバーミンガム開催となった。
2007年からBWFスーパーシリーズ（プレミア）の大会となる（現ワールドツアー）。

## 優勝選手

### 21世紀以降
| 年   | 男子シングルス                | 女子シングルス     | 男子ダブルス                                                        | 女子ダブルス                                  | 混合ダブルス                                                  |
| ---- | ----------------------------- | ------------------ | ------------------------------------------------------------------- | --------------------------------------------- | ------------------------------------------------------------- |
| 2025 | 石宇奇                        | 安洗塋             | 金元昊 徐承宰                                                       | 松山奈未 志田千陽                             | 郭新娃 陳芳卉                                                 |
| 2024 | ジョナタン・クリスティー      | カロリーナ・マリン | ファジャル・アルフィアン ムハマド・リアン・アルディアント           | 白荷娜 李昭希                                 | 鄭思維 黄雅瓊                                                 |
| 2023 | 李詩灃                        | 安洗塋             | ファジャル・アルフィアン ムハマド・リアン・アルディアント           | 金昭映 孔熙容                                 | 鄭思維 黄雅瓊                                                 |
| 2022 | ビクトル・アクセルセン        | 山口茜             | ムハマド・ショヒブル・フィクリ バガス・マウラナ                     | 松山奈未 志田千陽                             | 渡辺勇大 東野有紗                                             |
| 2021 | リー・ジージャ                | 奥原希望           | 遠藤大由 渡辺勇大                                                   | 松本麻佑 永原和可那                           | 渡辺勇大 東野有紗                                             |
| 2020 | ビクトル・アクセルセン        | 戴資穎             | 遠藤大由 渡辺勇大                                                   | 福島由紀 廣田彩花                             | プラフィーン・ジョーダン メラティ・デファ・オクタフィアンティ |
| 2019 | 桃田賢斗                      | 陳雨菲             | モハマド・アッサン ヘンドラ・セティアワン                           | 陳清晨 賈一凡                                 | 鄭思維 黄雅瓊                                                 |
| 2018 | 石宇奇                        | 戴資穎             | マルクス・フェルナルディ・ギデオン ケビン・サンジャヤ・スカムルジョ | カミラ・リターユール クリスティナ・ペデルセン | 渡辺勇大 東野有紗                                             |
| 2017 | リー・チョンウェイ            | 戴資穎             | マルクス・フェルナルディ・ギデオン ケビン・サンジャヤ・スカムルジョ | 張藝娜 李昭希                                 | 魯愷 黄雅瓊                                                   |
| 2016 | 林丹                          | 奥原希望           | ウラジーミル・イワノフ イワン・ソゾノフ                             | 髙橋礼華 松友美佐紀                           | プラフィーン・ジョーダン デビー・スサント                     |
| 2015 | 諶龍                          | カロリナ・マリン   | マシアス・ボー カーステン・モーゲンセン                             | 包宜鑫 唐淵渟                                 | 張楠 趙芸蕾                                                   |
| 2014 | リー・チョンウェイ            | 王適嫻             | モハマド・アッサン ヘンドラ・セティアワン                           | 王暁理 于洋                                   | タトウィ・アーマド リリアナ・ナトシール                       |
| 2013 | 諶龍                          | ティナ・バウン     | 劉小竜 邱子瀚                                                       | 王暁理 于洋                                   | タトウィ・アーマド リリアナ・ナトシール                       |
| 2012 | 林丹                          | 李雪芮             | 鄭在成 李龍大                                                       | 趙芸蕾 田卿                                   | タトウィ・アーマド リリアナ・ナトシール                       |
| 2011 | リー・チョンウェイ            | 王適嫻             | マシアス・ボー カーステン・モーゲンセン                             | 王暁理 于洋                                   | 徐晨 馬晋                                                     |
| 2010 | リー・チョンウェイ            | ティナ・ラスムセン | ヨナス・ラスムセン ラース・ポースク                                 | 于洋 杜婧                                     | 張楠 趙芸蕾                                                   |
| 2009 | 林丹                          | 王儀涵             | 蔡贇 傅海峰                                                         | 張亜雯 趙婷婷                                 | 何漢斌 于洋                                                   |
| 2008 | 陳金                          | ティナ・ラスムセン | 鄭在成 李龍大                                                       | 李敬元 李孝貞                                 | 鄭波 高崚                                                     |
| 2007 | 林丹                          | 謝杏芳             | クー・キンキット タン・ブンホン                                     | 魏軼力 張亜雯                                 | 鄭波 高崚                                                     |
| 2006 | 林丹                          | 謝杏芳             | イエンス・エリクセン マーチン・ルンドゴール・ハンセン               | 高崚 黄穂                                     | 張軍 高崚                                                     |
| 2005 | 陳宏                          | 謝杏芳             | 蔡贇 傅海峰                                                         | 高崚 黄穂                                     | ネイサン・ロバートソン ゲイル・エムス                         |
| 2004 | 林丹                          | 龔睿那             | イエンス・エリクセン マーチン・ルンドゴール・ハンセン               | 高崚 黄穂                                     | 金東文 羅景民                                                 |
| 2003 | ムハンマド・ハフィス・ ハシム | 周蜜               | シギット・ブディアルト チャンドラ・ウィジャヤ                       | 高崚 黄穂                                     | 張軍 高崚                                                     |
| 2002 | 陳宏                          | カミラ・マーチン   | 河泰権 金東文                                                       | 高崚 黄穂                                     | 金東文 羅景民                                                 |
| 2001 | プレラ・ゴピチャンド          | 龔智超             | トニー・グナワン ハリム・ハリアント                                 | 高崚 黄穂                                     | 張軍 高崚                                                     |